# Donnersdorfer Steigerwaldvorland
Das Donnersdorfer Steigerwaldvorland ist eine kleinteilige naturräumliche Einheit (5. Ordnung) mit der Ordnungsnummer 137.15 auf dem Gebiet der unterfränkischen Gemeinden Donnersdorf, Grettstadt, Knetzgau, Sulzheim und Wonfurt.

## Lage
Das Donnersdorfer Steigerwaldvorland (137.15) bildet eine Untereinheit innerhalb der Haupteinheit Iphofen-Gerolzhofener Steigerwaldvorland (137.1). Sie ist Teil des Steigerwaldvorlandes (137) und damit ein Naturraum in der Haupteinheitengruppe der Mainfränkischen Platten. Im Norden wird das Areal von zwei Abschnitten des Haßfurter Maintals (137.2) begrenzt, dem Oberthereser Maintal (137.21) im Nordosten und dem Augsfelder Maintal (137.20) im Nordwesten. Weiter östlich beginnt der Nördliche Steigerwald (115.2) als Teil des Naturraums Steigerwald (115). Der Süden wird vom Steigerwaldvorland von Neuses (137.12) eingenommen, das ebenfalls Teil des Iphofen-Gerolzhofener Steigerwaldvorland ist. Die Herlheimer Mulde (137.14) begrenzt das Gebiet im Westen.
Der Naturraum liegt im Südosten des Landkreises Schweinfurt und im Süden des Landkreises Haßberge. Auf administrativer Ebene sind lediglich drei bzw. vier Großgemeinden innerhalb des Naturraums zu finden, wobei die namensgebende Gemeinde Donnersdorf im Zentrum des Naturraums liegt. Das Gebiet wird im Norden von der Bundesautobahn 70 dominiert, die Schweinfurt mit Bamberg verbindet. Besondere Bedeutung für die Erschließung hat die Staatsstraße 2275, die den Naturraum von Südwesten nach Nordosten durchquert.

## Landschaftscharakteristik
Die Landschaft des Donnersdorfer Steigerwaldvorlandes präsentiert sich als flachgewellter Nordsaum am Übergang zum Mittelgebirge Steigerwald. Das Gebiet ist von Dellen und Muldentäler durchsetzt und weist Lettenkohlekeuperböden auf. In Richtung des Steigerwaldes nimmt die Strukturterrassierung zu, wobei die Steinmergelbänke des unteren Gipskeupers hierfür eine bedeutende Rolle spielen. Im nördlichen Bereich des Naturraums nehmen die Flugsande und Schotter zu. Dies hat mit der Nähe zum bei Haßfurt fließenden Obermain zu tun.
Eine Ausnahme bilden die Böden südlich von Mariaburghausen bei Haßfurt, die von Muschelkalk dominiert werden. Dies ist durch die Aufwölbung des Haßfurt-Kissinger Sattels erklärlich. Obwohl es sich beim Donnersdorfer Steigerwaldvorland um eine weitgehend ausgeräumte Agrarlandschaft handelt, haben sich kleinere Laubwaldinseln erhalten. Daneben spielt der Obstbau auf abgelagerten Parabraunerden eine gewisse Rolle. Erst im äußersten Osten des Gebiets, an der Zabelsteinstufe, erfolgt Weinbau, der noch im 19. Jahrhundert wesentlich ausgedehnter betrieben wurde.

## Schutzgebiete
Der Naturraum weist eine Vielzahl an Schutzgebieten aus nahezu allen Schutzkategorien auf. Nur geringe Flächen sind als echte Naturschutzgebiete ausgewiesen, darunter das Vogelschutzgebiet Alter und Neuer See südlich von Sulzheim-Mönchstockheim. Ein weiteres größeres Gebiet nimmt das Fauna-Flora-Habitat Dürrfelder und Sulzheimer Wald, das zugleich eine der größten Waldflächen innerhalb des Steigerwaldvorlandes ist. Das Areal ist außerdem Teil des Vogelschutzgebietes Schweinfurter Becken und nördliches Steigerwaldvorland.